# 牛津大学埃克塞特学院
埃克塞特书院（英語：Exeter College、全称The Rector and Scholars of Exeter College in the University of Oxford），位于英国牛津，是牛津大学的组成书院之一，创建于1314年，是牛津大学第四古老的书院。
书院位于Turl街，1314年由德文郡的Walter de Stapledon，即埃克塞特主教创建，是一所培养神职人员的学校。
埃克塞特书院成立之初，深受德文郡贵族子弟的欢迎，但自此以后，它与更多的著名校友结缘，包括威廉-莫里斯（William Morris）、托尔金（J. R. R. R. Tolkien）、理查德-伯顿（Richard Burton）、罗杰-班尼斯特（Roger Bannister）、艾伦-班尼特（Alan Bennett）和菲利普-普尔曼（Philip Pullman）等。

## 历史
埃克塞特书院位于Turl街，原址从未迁徙，1314年由埃克塞特主教、时兼爱德华二世的司库的沃尔特（Walter de Stapledon of Devon）创建，是一所教育神职人员的学校。
在最初一百年内，它被称为史塔普顿书院，规模明显较小，只有十二到十四名学生。
从15世纪开始，书院的规模明显扩大，开始向学生提供房间。书院的校训是 "Floreat Exon."，意思是 "让埃克塞特繁荣起来"。
16世纪，威廉-佩特爵士（William Petre）的捐款，他的女儿多萝西-瓦德姆（Dorothy Wadham，1534-1618年）与丈夫尼古拉斯-瓦德姆（Nicholas Wadham，1531-1609年）是瓦德姆书院的共同创始人，他的儿子约翰-佩特尔（John Petre，1549-1613年）的进一步捐款帮助书院扩大和改造了书院。
德文郡绅士John Acland爵士（1620年去世）捐赠了800英镑，这800英镑主要用于修建一个新的食堂，还设立了两个贫困学生奖学金，这也是书院首次设立的奖学金。在新建筑落成后，书院的法务官巧妙地将新建筑填满，邀请了大量罗马天主教贵族学生到扩建后的书院入学并上课，然而，他们却不被允许进入预科。随着时间的推移，埃克塞特书院成为了大学里最主要的书院之一。
在18世纪，该书院的名气逐渐衰落，牛津大学的其他书院也是如此。19世纪50年代的大学改革帮助结束了这一时期的停滞不前。
在埃克塞特书院成立后的六个多世纪里，女性不被允许在埃克塞特书院学习，但在1979年，它与其他许多男子书院一样，招收了第一批女学生。当巴特勒的任期于2004年10月届满时，书院选举了另一位女性--《经济学人》的前高级编辑Frances Cairncross担任院长。
2014年，作家J.K.罗琳当选为书院的名誉研究员。
阿德尔菲葡萄酒俱乐部成立于19世纪50年代，据说是牛津最古老的三个葡萄酒俱乐部之一。该俱乐部的成员都是在埃克塞特书院学习的本科生。在其动荡的生存过程中，它曾多次被书院当局强行关闭，目前据说已经暂停。该俱乐部以其奢侈的晚宴和每次聚会后的过度赌博而闻名。一场黑球就足以让一个大学生被开除了会员资格。从1923年开始，书院禁止任何持有展览或奖学金的学生加入该社团。
著名成员包括马丁-勒奎恩爵士和J.P.V.D.巴尔登。

## 建筑
埃克塞特书院是菲利普-普尔曼小说三部曲《他的黑暗材料》中虚构的乔丹书院的基础。2007年第一部小说的电影版《金色罗盘》（原名《北极光》）就利用了这所书院进行外景拍摄，《莫尔斯探长》的最后一集《悔恨的日子》就是在书院的小教堂和前四合院拍摄的，莫尔斯在这里心脏病发作。

### 前四合院
前四合院大致位于中世纪书院的原址上，在最早的建筑中只有东北角的帕尔默塔还存在至今。这座塔建于1432年，曾是书院的主要入口，现在是书院的各种办公室和学生宿舍，塔的底部是纪念在第二次世界大战中牺牲的成员的纪念碑。四合院的主要建筑是1854-1860年由乔治-吉尔伯特-斯科特爵士设计的小教堂，它的设计灵感主要来自于巴黎的圣教堂。对面是建于161818年的大厅，以其拱形天花板和众多精美的肖像画而闻名，其下是书院吧台。在随后的一个世纪里，经过不断的建筑工程，四合院在1710年才有了现在的面貌。
前四合院还设有初级、中级和高级公用房，以及研究生和本科生的宿舍。

### 马加里四合院
马加里四合院于1964年建成，为纪念书院建校650周年，建造了托马斯-伍德大楼，并以伊万-马加里（Ivan Margary）的名字命名，他出资修复了该大楼。

### Fellows花园
从前四合院的一条通道通向书院的Fellows' Garden，里面有吉尔伯特-斯科特设计的13世纪风格的图书馆。该区域左侧是Convocation House、神书院和Bodleian Library，右侧是Brasenose Lane。位于花园尽头的Mound，可俯瞰Radcliffe广场，包括All Souls College和Radcliffe Camera。

### 科恩四合院
2007-2008年，书院以700万英镑的价格购买了位于Walton街的Ruskin书院的主要用地。这些建筑按照Alison Brooks建筑事务所的设计进行了重新开发，提供了一系列的学生卧室、教学室和学习空间。2017年Cohen Quad正式启用，以罗纳德-科恩爵士的父母的名字命名，这栋建筑代表了书院自14世纪以来最大的实体扩建。

## 学生生活
作为牛津大学中规模较小的书院之一，埃克塞特书院以其紧密团结的学生群体而闻名。一年级的本科生都住在书院的Turl街，而书院在Iffley路有专门的研究生宿舍。
作为这所大学的第四所老牌大学，书院非常重视传统，特别是在一些特殊的场合，如每年的伯恩斯之夜（Burns Night），为纪念苏格兰诗人罗伯特-伯恩斯（Robert Burns）而举办的晚宴，届时会提供传统的羊杂烩饭。由于书院与美国威廉姆斯书院的联系，以及MCR普遍的国际化组成，使得一年一度的感恩节晚宴成为一个受欢迎的场合。

### 合唱团
埃克塞特大学有一个由24名歌手组成的混声合唱团，完全由本科生风琴学者管理、指挥和伴奏。它是牛津和剑桥大学中唯一一个完全由风琴学者管理的合唱团，每周唱三场礼拜，最近在英国广播公司第四广播电台的《每日服务》节目中听到了该校的声音。该书院提供合唱和帕里-伍德风琴奖学金，前风琴学者包括罗伯特-夏普（约克明斯特音乐总监）、克里斯托弗-赫瑞克（国际音乐会风琴演奏家、前威斯敏斯特修道院风琴演奏家）、大卫-特伦德尔（伦敦国王书院音乐总监），以及鲁格比、查特豪斯、舍尔伯恩和拉特默尔上等学校的音乐总监。

### 运动社团
埃克塞特书院的学生在校内校队中进行校内比赛，书院本身也在校内校队中培养了几支队伍，特别是在赛艇、橄榄球、曲棍球、网球和板球方面。
2014年3月，埃克塞特书院协会足球俱乐部在库珀斯锦标赛决赛中2-1击败圣凯瑟琳书院，40多年来首次捧起奖杯。
2010年12月，埃克塞特书院曲棍球俱乐部在2010年12月赢得了男子校内校际赛的冠军，并于2011年3月8日在伦敦南门曲棍球俱乐部对阵剑桥圣凯瑟琳书院的校内校际赛中，获得了冠军。